# Don Gil de las calzas verdes
Don Gil de las calzas verdes és una comèdia d'intriga i embullo obra de Tirso de Molina. Se sap que va ser estrenada en Toledo, al Mesón de la Fruta, al juliol de 1615, per part de la companyia de Pedro de Valdés. Es va publicar per primera vegada el 1635, a la Quarta parte de las comedias del Maestro Tirso de Molina editades per Francisco Lucas de Ávila, nebot de Tirso. És considerada una de les obres més reeixides del teatre barroc espanyol, per la qualitat de la seva trama d'embolic. És un exemple destacat d'un dels recursos més habituals de la comèdia nova creada per Lope de Vega: el de la donzella disfressada d'home.

## Personatges
- Doña Juana, donzella de Valladolid, enamorada de Don Martín, que es farà passar per un cavaller, Don Gil, davant Donya Inés, provocant la confusió, perquè Don Martín es presentava amb el mateix nom fals.
- Don Martín, cavaller de Valladolid, que per casar-se amb Donya Inés adopta el fals nom de Don Gil
- Doña Inés, donzella de Madrid, el pare de la qual vol casar-la amb Don Martín, i que s'ha enamorat de Don Gil/Doña Juana
- Caramanchel, criat de Don Gil/Donya Juana.
- Don Pedro, pare de Donya Inés
- Don Juan, cavaller de Madrid, enamorat de Donya Inés, qui li corresponia abans d'enamorar-se de Don Gil/Donya Juana.
- Doña Clara, cosina de Donya Inés.
- Valdivieso, escuder de Donya Juana.
- Don Diego
- Don Antonio
- Celio
- Fabio
- Decio
- Quintana, criat de Donya Juana.
- Aguilar, paje.
- Un Alguacil
- Osorio
- Músicos